# McHenry megye (Észak-Dakota)
McHenry megye az Amerikai Egyesült Államokban, azon belül Észak-Dakota államban található. Megyeszékhelye Towner, legnagyobb városa Velva. Lakosainak száma 5345 fő (2020. április 1.). McHenry megye Bottineau, Pierce, Sheridan, McLean, Ward és Renville megyékkel határos.

## Népesség
A megye népességének változása:
| Lakosok száma | 5395 | 5478 | 5798 | 5922 | 5968 | 5345 |
|               | 2010 | 2011 | 2012 | 2013 | 2015 | 2020 |